# Ao Vivo Acústico
Ao Vivo Acústico é o primeiro álbum ao vivo da banda brasileira Papas da Língua, lançado em 2004. O show de gravação ocorreu no Theatro São Pedro, em Porto Alegre, nos dias 30 de abril, 1º e 2 de maio de 2004. O álbum reuni os maiores sucessos da banda, como "Eu Sei" (que também na versão acústica obteve sucesso na novela da Globo Páginas da Vida, e rendeu-lhes o 1° lugar no top 10 Brasil), "Lua Cheia / Fica Doida", "Vem pra Cá", "Um Dia de Sol" e "Mary Jane".

## Faixas

### CD
1. Democracy
2. Essa Não é a Sua Vida
3. Vem Pra Cá
4. Vou Ligar
5. Calor da Hora
6. Espelho Meu
7. Viajar
8. Um Dia de Sol
9. Blusinha Branca
10. Lua Cheia / Fica Doida
11. Ela Vai Passar
12. Pó de Pimenta
13. Eu Sei
14. Pra Gente Passear
15. Pequeno Grande Amor
16. Mary Jane

### DVD
1. Democracy
2. Essa Não é a Sua Vida
3. Vem Pra Cá
4. Vou Ligar
5. Calor da Hora
6. Espelho Meu
7. Sorte
8. Em Setembro
9. Hey, Brown!
10. Viajar
11. Um Dia de Sol
12. Blusinha Branca
13. Lua Cheia / Fica Doida
14. Ela Vai Passar
15. Pó de Pimenta
16. Eu Sei
17. Pra Gente Passear
18. Pequeno Grande Amor
19. Mary Jane

## Prêmios e indicações

### Prêmio Açorianos
| Ano  | Categoria         | Indicação        | Resultado |
| ---- | ----------------- | ---------------- | --------- |
| 2004 | Disco do Ano      | Ao Vivo Acústico | Venceu    |
| 2004 | Disco de Pop/Rock | Ao Vivo Acústico | Indicado  |